# Staatskanzlei und Ministerium für Kultur des Landes Sachsen-Anhalt

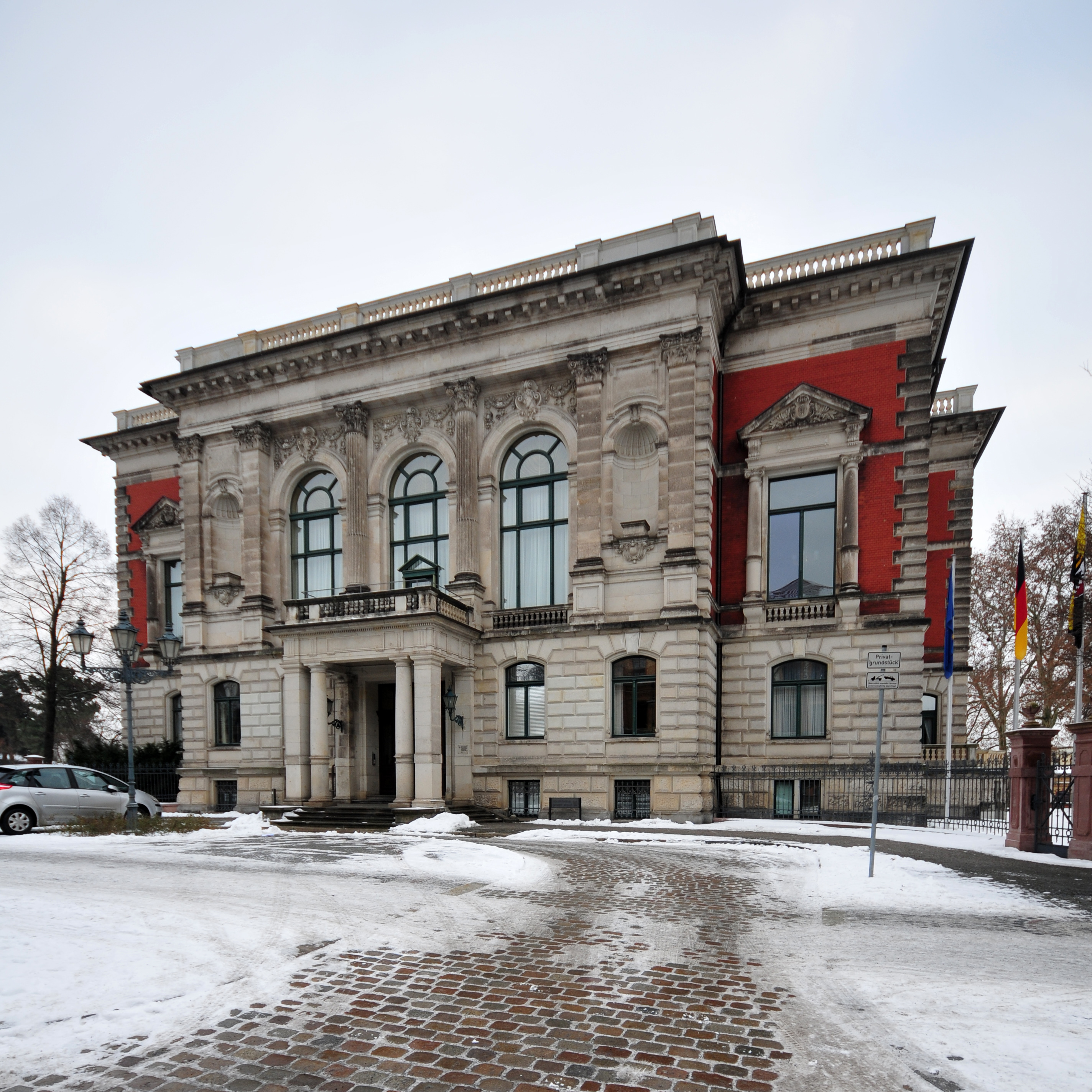
Außenansicht

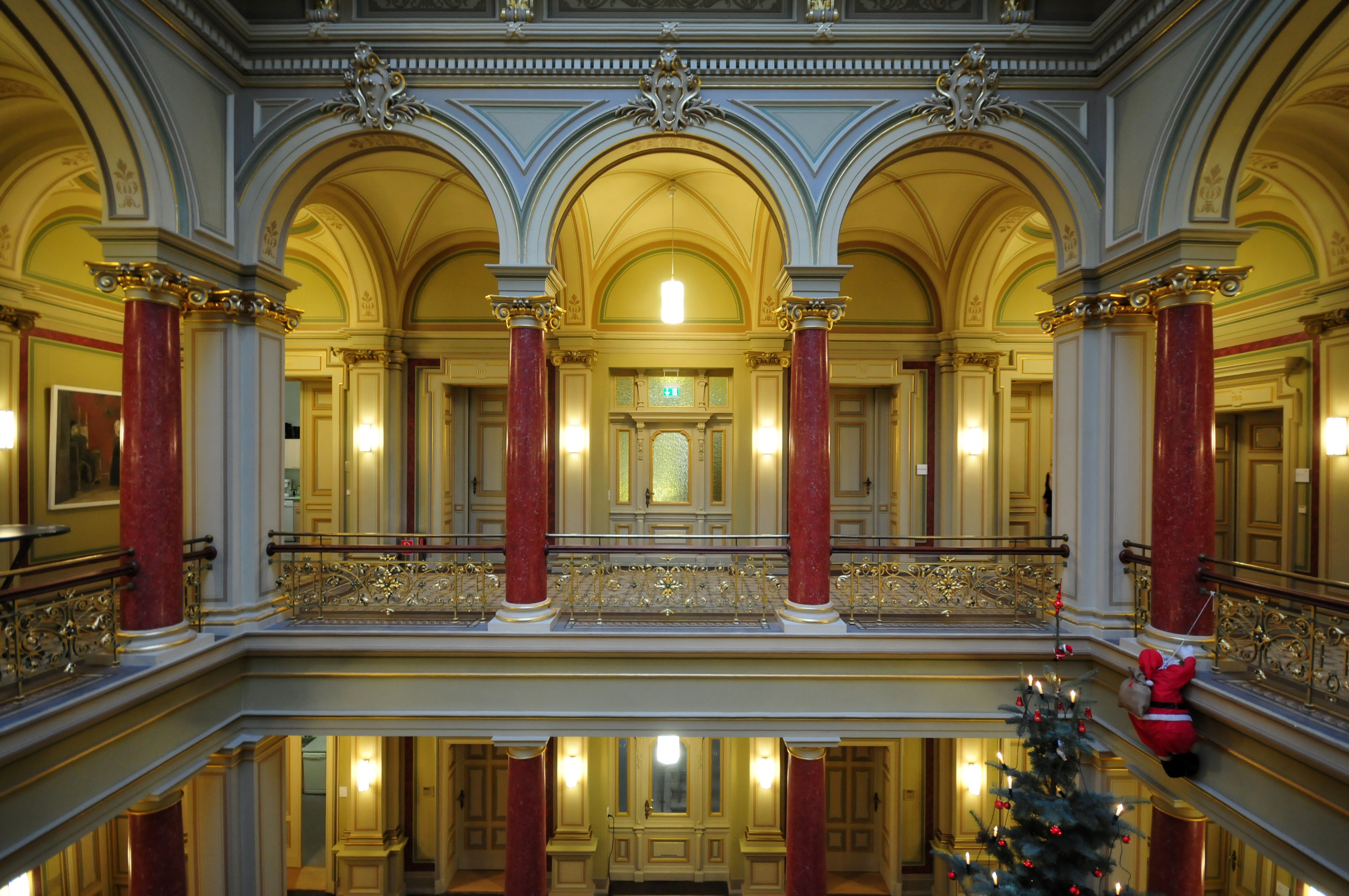
Foyer der Staatskanzlei

Staatskanzlei und Ministerium für Kultur des Landes Sachsen-Anhalt ist eine oberste Landesbehörde, die zur Unterstützung des Ministerpräsidenten und der Landesregierung von Sachsen-Anhalt eingerichtet wurde. Sie dient bei der Festlegung und Umsetzung der politischen Richtlinien gegenüber den Ministern sowie in seiner Funktion als Repräsentant des Landes unterstützt. Die Staatskanzlei ist darüber hinaus direkt zuständig für übergeordnete Aufgaben, wie Medienpolitik, Europapolitik, internationale Zusammenarbeit oder die Vorbereitung von Konferenzen der Regierungschefs aus Bund und Ländern.
Seit April 2016 ist die Staatskanzlei auch für den Bereich Kultur zuständig und übernimmt damit Teilaufgaben des bisherigen Ministeriums für Bildung und Kultur. An der Verlagerung der Kompetenzen in die Staatskanzlei hatte es im Land Kritik gegeben. Minister ist Rainer Robra, ihm steht der Staatssekretär für Kultur, Sebastian Putz, zur Seite. Bevollmächtigte des Landes Sachsen-Anhalt beim Bund im Rang einer Staatssekretärin ist Simone Großner; Staatssekretär für Strukturwandel und Großansiedlungen ist Jürgen Ude.
Sitz der Staatskanzlei ist das Palais am Fürstenwall in der Hegelstraße 42 in Magdeburg.

## Organisation
Leiter der Behörde (Chef der Staatskanzlei) und gleichzeitig Minister für Kultur ist Staatsminister Rainer Robra.
Die Staatskanzlei gliedert sich in Abteilungen und diese in Referate. Abteilungen sind:
- Abteilung 1: Verwaltung, Organisation
- Abteilung 2: Ressortkoordinierung, Planung und föderale Angelegenheiten
- Abteilung 3: Presse- und Informationsamt der Landesregierung
- Abteilung 4: Internationale Zusammenarbeit, EU-Angelegenheiten, Protokoll, Medienpolitik
- Abteilung 5: Vertretung des Landes Sachsen-Anhalt beim Bund
- Abteilung 6: Kultur

Auch die Vertretung des Landes Sachsen-Anhalt bei der Europäischen Union ist als Referat 42 ein Teil der Staatskanzlei.

## Gebäude
Das Palais am Fürstenwall ist ein palastartiger Ziegelbau im Stil des Historismus. Die Fassade des Souterrains ist mit Werkstein versehen. Auch die Fassade des Obergeschosses wird durch Werkstein gegliedert. Die Gestaltung des Hauses umfasst Elemente der Spätrenaissance und des Barock. Straßenseitig wird die Fassade durch einen breiten Mittelrisalit geprägt, der mit großen Rundbogenfenstern und Halbsäulen versehen ist. Bedeckt wird das Haus von einem Flachdach.
Das Gebäudeinnere lagert sich um einen überdachten Lichthof der zweigeschossig von einem Säulenumgang umgeben ist und über eine Festtreppe verfügt. Im Obergeschoss befindet sich straßenseitig ein prächtiger Festsaal. Darüber hinaus bestehen luxuriöse Wohnräume, die mit aufwändigen Ausmalungen versehen sind. In der Suite des Kaisers befindet sich ein allegorisches Deckengemälde.
Umgeben ist das Haus von einem Garten. Es besteht auch ein in Backsteinbauweise errichtetes eineinhalb bzw. zweigeschossiges, mit einem Walmdach bedecktes Nebengebäude. Das Anwesen ist von einer auf den Baustil der Gebäude angepassten Grundstückseinfriedung umgeben.

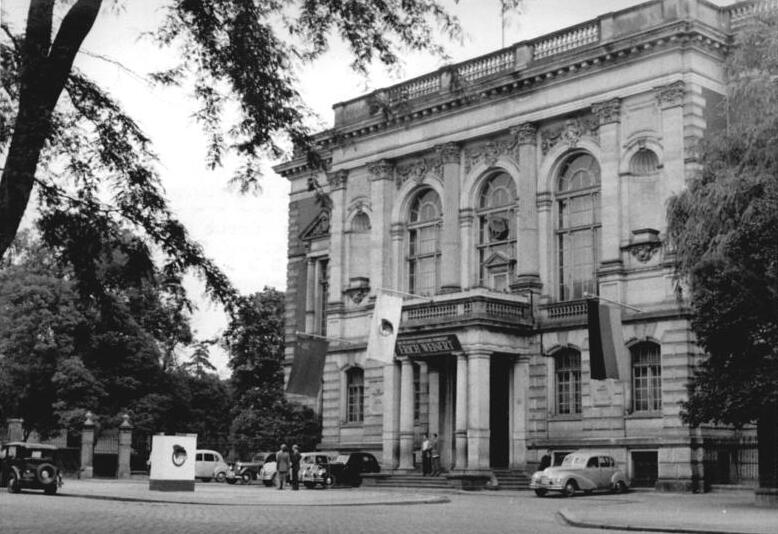
Palais als Erich-Weinert-Haus 1953

Das Gebäude diente als Wohn- und Dienstsitz des Kommandierenden Generals des IV. Preußischen Armeekorps. Darüber hinaus wohnten dort bei einem Aufenthalt in Magdeburg die Mitglieder der kaiserlichen Familie.
Nach 1945 zog die SMAD in das Gebäude ein. Im Juni 1953 wurde das Haus durch den Generalsekretär der Gesellschaft für Deutsch-Sowjetische Freundschaft Gottfried Grünberg in Erich-Weinert-Haus der Deutsch-Sowjetischen Freundschaft umbenannt. Im Gebäude wurde eine Ausstellung über den Magdeburger Schriftsteller Erich Weinert (1890–1953) eingerichtet. Eine ebenfalls im Haus untergebrachte Gaststätte trug den Spitznamen Zur roten Gardine. Nach der Neubildung des Landes Sachsen-Anhalt im Jahr 1990 wurde das Palais Sitz der Staatskanzlei.